# Status symbol
Uno status symbol è un elemento caratteristico dell'aspetto e del comportamento (spesso l'acquisto di un oggetto pregiato, costoso o raro o l'ostentazione di uno stile di vita) che tende a mostrare esteriormente che il possessore appartiene a un determinato status sociale, ovvero che ha raggiunto un certo livello di gusto, di cultura, di ricchezza o di potere.

## Etimologia
L'espressione status symbol è apparsa la prima volta nel 1955, ma ha conquistato ampia diffusione nel 1959 con il libro best seller The Status Seekers, dove il giornalista Vance Packard descrive la stratificazione sociale e il comportamento americano del tempo.

## Il modello comportamentale
L'ostentazione di status symbol è una tipologia di marcatori sociali riferiti alla stratificazione sociale.
Il possesso di determinati oggetti o proprietà o tipi di consumo, classificati come di lusso o esclusivi, è il principale veicolo di tale comportamento.
I simboli di riferimento possono cambiare nel tempo al mutare delle condizioni economiche e tecnologiche.

## Motivazioni inconsce
La pulsione a desiderare, acquistare o possedere questi beni materiali deriva da alcuni aspetti dell'inconscio che spingono gli individui a utilizzarli per affermarsi, distinguersi, omologarsi, farsi riconoscere dallo strato sociale a cui appartengono o nel quale desiderano inserirsi.

## La componente mercantilistica
Questi comportamenti vengono intercettati dai produttori e dai commercianti di alcuni beni per spingere sempre nuovi e più costosi consumi. In molti casi proprio il prezzo elevato è - di per sé - una componente del valore e quindi della qualificazione sulla condizione sociale apparente del detentore o dell'utilizzatore.

## Un esempio
Quale differenza effettiva di valore intrinseco può esserci tra un vestito che costa 100 e uno da 5.000, oppure tra un orologio da 100 e uno da 10.000? Entrambi i tipi di oggetto assolvono, più o meno bene, alla loro funzione fondamentale in modo non troppo dissimile. La vera differenza sta nella moda, nella notorietà, nell'esibizione, nella sicurezza che può infondere agli altri la percezione della propria agiatezza, consistente facoltà economica di poter acquistare un oggetto molto costoso. Lo status symbol assolve quindi una funzione simbolica.

## Gli aspetti psicopatologici
Il seguire una moda (costosa) o l'ostentazione di oggetti e stili di vita lussuosi sono comportamenti che - tutto sommato - sono inclusi e in larga parte accettati dal vivere in società, sia quando è possibile e consentita una certa mobilità tra diversi strati sociali, sia quando la divisione tra i gruppi sociali è più rigida.
In singoli individui o in gruppi omologati, la ricerca della propria affermazione sociale attraverso la messa in evidenza di oggetti e consumi di lusso può raggiungere livelli parossistici e compulsivi tali da innestare un circolo vizioso che tende solamente a giustificare se stessa.
Si possono ravvisare - in questi casi - degli aspetti psicopatologici che sottintendono una rinuncia all'affermazione del proprio IO attraverso la crescita delle qualità esistenziali, morali e conoscitive a vantaggio della propria imposizione forzata agli altri attraverso la proiezione di una immagine della propria ricchezza o della capacità reddituale.
Il fenomeno, poi, delle mode e il seguire pedissequamente quanto imposto da altri o dal gruppo, sottintende, specialmente in individui con personalità più debole, la rinuncia a ricercare un proprio modo personale e originale di comportamento e di proiezione del proprio essere.